# Luc Lampaert
Luc Lampaert (Zomergem, 9 mei 1956) is een Belgische politicus voor de CD&V en voormalig burgemeester van Zomergem.

## Biografie
Zowel zijn vader Felix Lampaert jr., als zijn overgrootvader Felix Lampaert sr. en zijn betovergrootvader Pieter-Jan De Rijcke waren burgemeester van Zomergem. Een ander betovergrootvader, Ferdinand Lampaert, was eerder burgemeester van de buurgemeente Ursel, thans een deelgemeente van Knesselare. Luc Lampaert werd ambtenaar bij de Federale Overheidsdienst Buitenlandse Zaken.
Hij werd schepen in Zomergem in 1983. Hij werd er burgemeester in 1994. Hij bleef in functie tot de verkiezingen van 2000. Gedurende die periode werden alle dorpskernen vernieuwd, werd het gemeentehuis uitgebreid en kwam er een nieuw gebouw voor het OCMW.
Sinds 2000 is hij lid van de provincieraad van de provincie Oost-Vlaanderen.